# Fontána Invalidovny

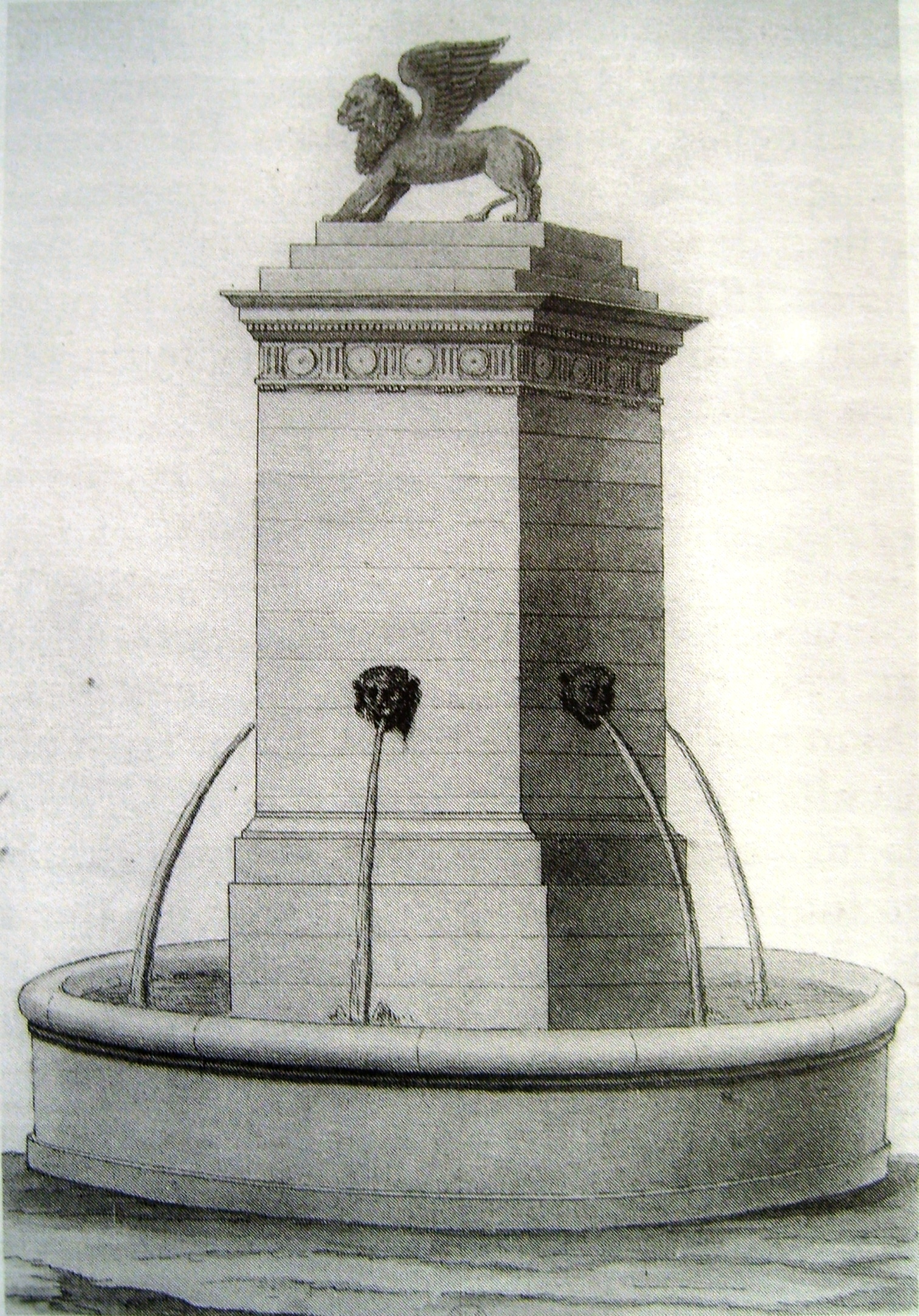
Fontána Invalidovny

Fontána Invalidovny (francouzsky fontaine des Invalides) byla fontána v Paříži.

## Umístění
Kašna se nacházela v 7. obvodu před Invalidovnou na kruhovém objezdu uprostřed parku Esplanade des Invalides, kde se dnes kříží ulice Rue Saint-Dominique a Avenue du Maréchal-Gallieni.

## Historie
31. prosince 1799 pověřil Napoleon Bonaparte architekty Perciera a Fontaina úpravou Invalidovny, které zahrnovalo i vytvoření fontány uprostřed Esplanade des Invalides. V roce 1800 byl zhotoven pouze bazén. Po časové prodlevě byla až v roce 1804 doplněna fontána. Vodu do fontány dodávalo ze Seiny parní čerpadlo v Gros-Caillou. Součástí fontány byla socha lva svatého Marka, který se nachází na Piazzetta San Marco v Benátkách. Francouzi ukořistili tuto sochu během italského tažení v roce 1797. Socha byla během převozu značně poškozena, měla odlomená křídla, nohy, ocas a evangelium, takže musela být opravena.
V roce 1815 byl lev vrácen Rakušanům, novým vládcům Benátek. Při manipulaci socha 2. října spadla s podstavce a rozlomila se na několik kusů. Po návratu do Benátek ji opravil Bartolomeo Ferrari a 13. dubna 1816 se navrátila na své původní místo. Musely být znovu zhotoveny desky s evangeliem, které byly ztraceny.

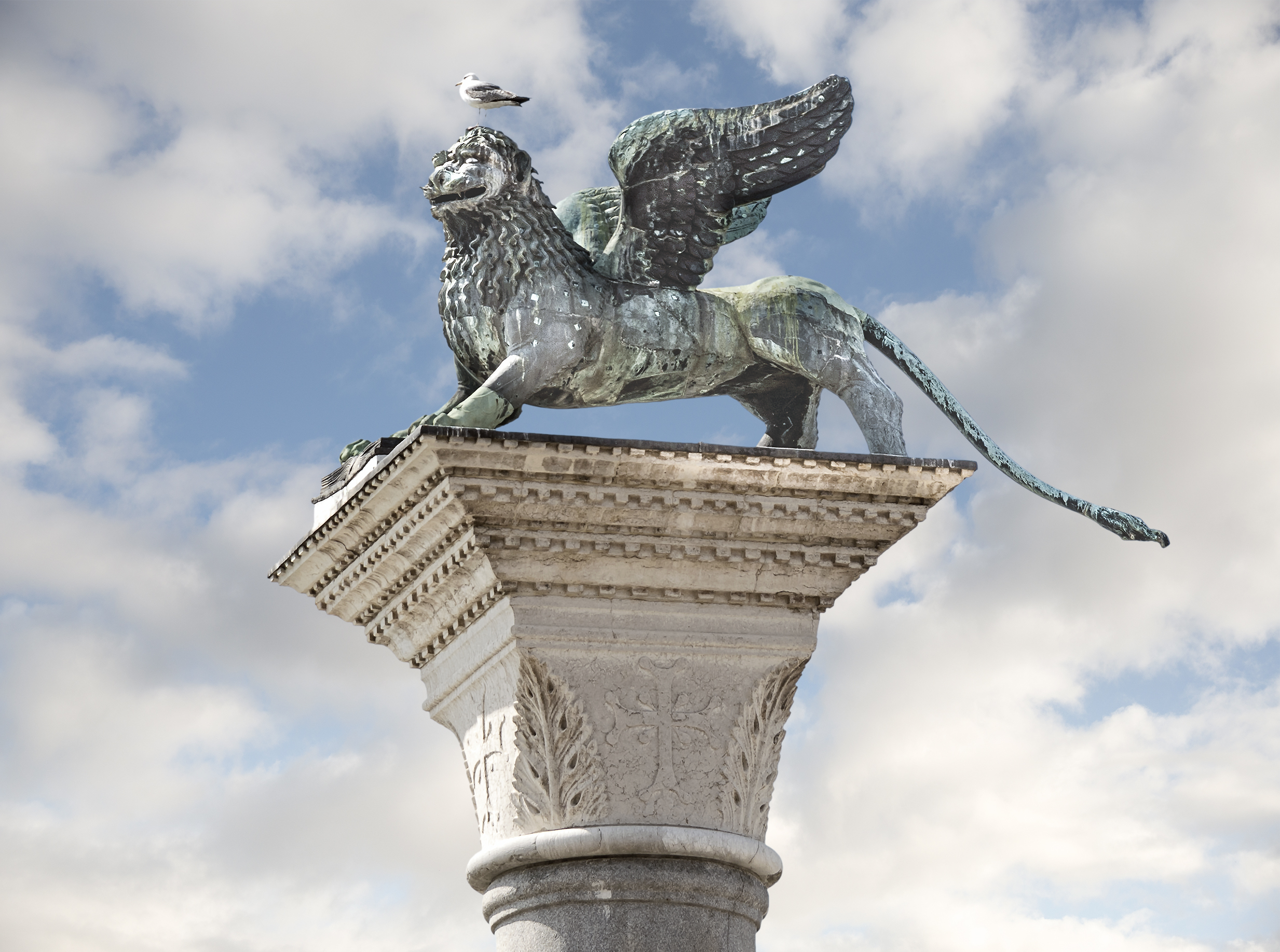
Socha lva v Benátkách

Prázdný podstavec byl zbořen kolem roku 1820 a v roce 1825 nahrazen svazkem osmi lilií z pozlaceného olova jako symbol obnovení monarchie. Po revoluci roku 1830 byly lilie odstraněny a kašna dostala nový jednoduchý podstavec, na kterém byla postavena bronzová busta generála La Fayette. Tento pomník byl odstraněn v prosinci 1840, aby se usnadnil příjezd pohřebního vozu s navrácenými Napoleonovými ostatky. V roce 1843 vznikl návrh na umístění jezdecké sochy Napoleona, ale nikdy nebyl uskutečněn. Dnes je zde křižovatka Rue Saint-Dominique a Avenue du Maréchal-Gallieni.

## Popis
Uprostřed velkého kruhového bazénu (15 m v průměru) stál 12 m vysoký podstavec v horní části zdobený vlysem. Na jeho vrcholku byly tři schody a na nich lev sv. Marka. Na každé straně podstavce byl bronzový maskaron, odkud tekla voda do bazénu. Autorem maskaronů byl sochař Antoine-Denis Chaudet (1763–1810).